# ポール・ジュリアス・ロイター

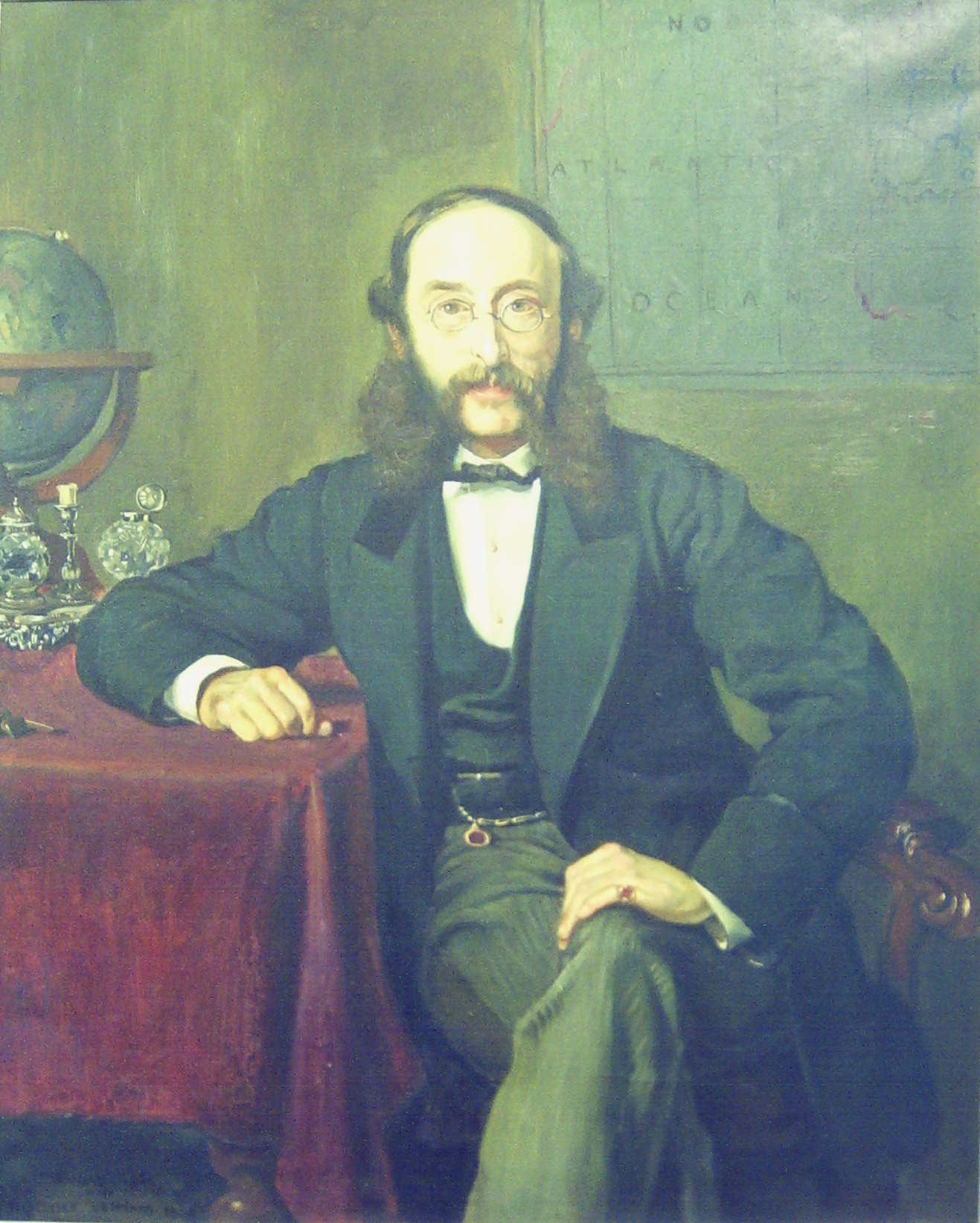
ポール・ジュリアス・ロイター

初代ロイター男爵ポール・ロイター（Paul Julius Baron von Reuter、1816年7月21日 - 1899年2月25日）は、イギリスの起業家、ドイツの男爵。報道通信業の先駆者。通信社のロイター社（現在のトムソン・ロイター）を起こした人物。 

## 生涯
1816年7月21日にドイツのカッセルにラビ（ユダヤ教司祭）の息子としてIsrael Beer Josaphatという名前で生まれる。
ゲッティンゲンでケーブルを使う電気信号の送信の実験をしていたカール・フリードリヒ・ガウス と出会う。
1845年10月29日ロンドンに引っ越す。その時名前をJoseph Josephatとする。翌月11月16日 ポール・ジュリアス・ロイターの洗礼名でキリスト教に改宗する。同年にIda Maria Elizabeth Clementine Magnusと結婚する。1848年ドイツから出国して、パリにたどり着きシャルル＝ルイ・アヴァスが創業したアヴァス通信社で働く。同じ頃、同じドイツ生まれの医者の息子もアヴァスで働いていたが、これが後にヴォルフ電報局を創業したベルンハルト・ヴォルフである。
伝書鳩を使ってブリュッセル-アーヘン間の情報のやりとりを行う事業をアーヘンで始める。ブリュッセルはフランス＝ベルギー電信線の始点であり、アーヘンはプロイセン王国電信線の終点であった。列車を使うよりも早い伝書鳩のおかげで、アーヘンではパリ株式市場の情報をいち早く知ることができた。1850年にドイツ＝オーストリア電信連合が成立した。1851年ロイターは伝書鳩から電報を使った通信に変える。1851年にロンドンに戻ってロンドン株式市場に事務所を置く。
1866年にボンベイ事務所を開設し、イギリス＝ドイツ間に海底ケーブルを敷設し、これはドイツで陸上電信線に接続した。
1870年、市場分割協定をアヴァス通信社、ヴォルフ電報局と調印。世界を三分割する。(APは1893年にReuterと契約している)
1871年にザクセン＝コーブルク＝ゴータ公国貴族としてロイター男爵に叙された。1872年にガージャール朝のナーセロッディーン・シャーからポール・ジュリアス・ロイターに「ロイター利権」（英: Reuter Concession）が供与された。ロイター利権とは、カスピ海からペルシア湾にいたる鉄道の敷設権である。この利権には、路面電車の設置、石炭・鉄・石油などの地下資源の採掘、銀行設立などあらゆる事項が盛り込まれた。これにはロシアが反対した上、イランの聖職者・知識人・商人も抵抗した。1885年にペルシア帝国銀行が設立され、4年後にガージャール朝は同行へ通貨発行権だけでなく地下資源の採掘/利用権まで付与した。
1899年2月25日にフランスのニースで死去した。爵位は長男ハーバートが継承した。

## 栄典
1871年に以下の爵位を新規に叙された。1891年に英国女王ヴィクトリアによって、ロイター及びその男系子孫がロイター男爵(Baron von Reuter)の称号を保持することを許された。
- ロイター男爵(Freiherr von Reuter)
(1871年9月7日の勅許状によるザクセン＝コーブルク＝ゴータ公国貴族爵位、1891年に英国より追認の勅許あり)